# 1956년 대한민국의 영화 목록
다음은 1956년에 제작된 대한민국의 영화 목록이다.

## 목록
- 《격퇴》
- 《교차로》
- 《구원의 정화》
- 《논개》
- 《단종애사》
- 《마의태자》
- 《물레방아》
- 《벼락감투》
- 《봉선화》
- 《사도세자》
- 《서울의 휴일》
- 《숙영 낭자전》
- 《심청전》
- 《애정파도》
- 《여성의 적》
- 《옥단춘》
- 《왕자호동과 낙랑공주》
- 《유전의 애수》
- 《인생 역마차》
- 《자유부인》
- 《장화홍련전》
- 《처녀 별》
- 《천추의 한》
- 《청춘쌍곡선》
- 《포화속의 십자가》

## 참고자료
- KOFIC 영화데이터베이스